# Defibrering

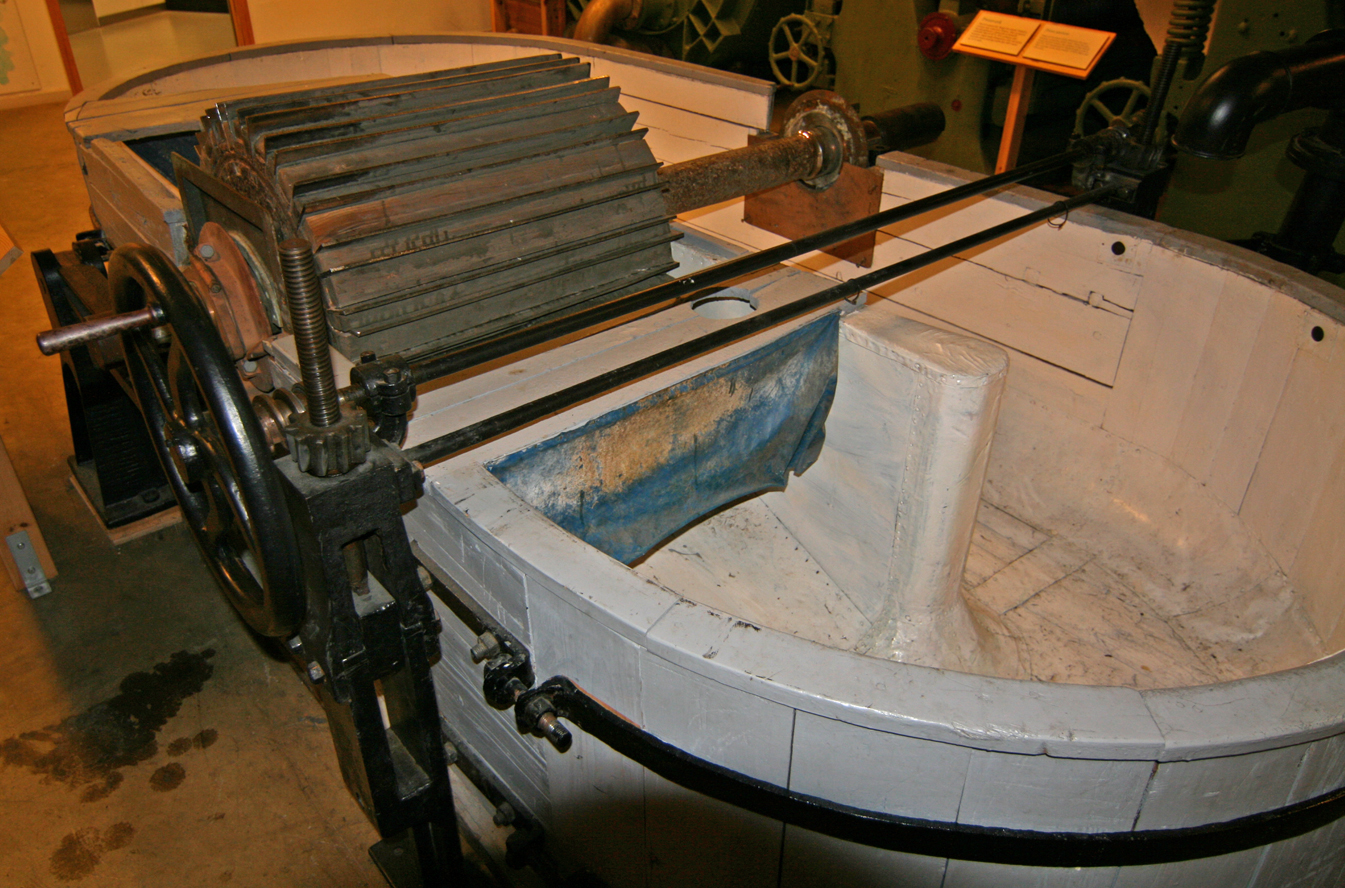
Så kallad Holländare från 1600-talet, som användes för att bearbeta lumpmaterial och frigöra fibrerna.

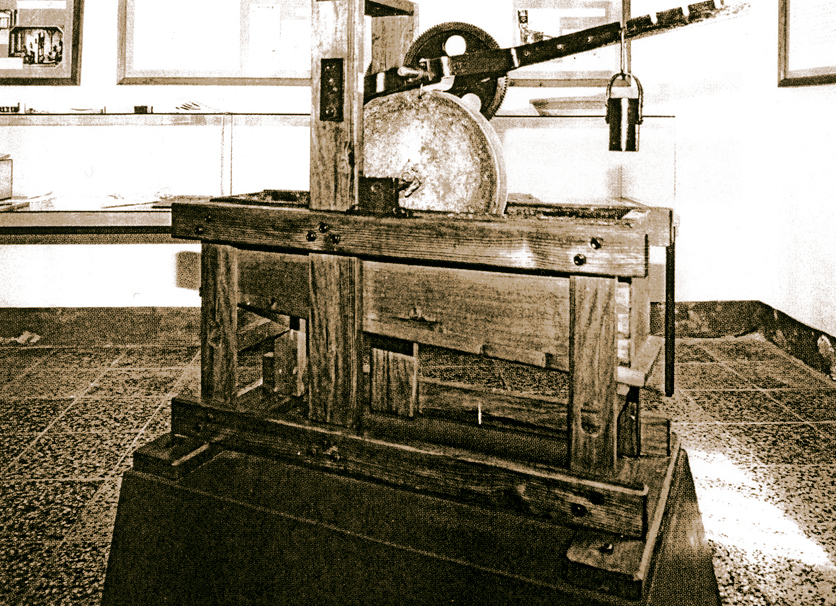
Friedrich Gottlob Kellers ursprungliga defibreringsslipsten från 1840-talet.

Defibrering innebär en separering av fibrer ur växter, speciellt ur ved. Separeringen sker på mekanisk väg, med eller utan kemisk förbehandling.
Fibersepareringen sker antingen med hjälp av ånga, så kallad "blåsning" (av koket) innebärande en relativt hastig trycksänkning av den kemiskt behandlade fiberråvaran, och/eller genom mekanisk malning av kemiskt behandlat eller obehandlat flismaterial i speciellt utformade kvarnar, ofta kallade "defibrörer" eller "raffinörer".
Inom industriell pappersmassatillverkning var rent mekanisk pappersmassaframställning genom så kallad träslipning den första metod som utvecklades. Slipmassatillverkning utvecklades först ungefär samtidigt på 1840-talet av Friedrich Gottlob Keller i Tyskland och av Charles Fenerty i Kanada. Denna mekaniska tillverkningsmetod fick därefter omfattande utbredning från 1850-talet. Senare har dels andra mekaniska tillverkningsmetoder, speciellt tillverkning av termomekanisk massa, dels kemisk massatillverkning, speciellt sulfatprocessen, blivit de vanligaste metoderna. Den kemiska behandlingen före defibrering kallas ofta "kokning" eller "kemisk uppslutning".
Uppfinningen av egentlig papperstillverkning brukar anges till år 105 e. Kr. och tillskrivas Cai Lun, en tjänsteman vid det kejserliga hovet i Kina. Arkeologiska fynd har dock visat att det tillverkades papper i Kina redan 250 år innan Cai Lun var aktiv fast med en lite annorlunda process där de frigjorda fibrerna i pappersmassan hälls över en fast yta i formen. Fibrerna separerades härvid genom någon slags malning eller bearbetning av den fiberhaltiga råvaran.